# Les espions meurent à Beyrouth
Pour plus de détails, voir Fiche technique et Distribution.
Les espions meurent à Beyrouth (Le spie uccidono a Beirut) est un film d'espionnage franco-italien de Luciano Martino et Mino Loy, sorti en 1965.

## Fiche technique
Sauf indication contraire, les informations mentionnées dans cette section peuvent être confirmées par la base de données cinématographiques IMDb,  présente dans la section « Liens externes ».
- Titre original italien : Le spie uccidono a Beirut[1]
- Titre français : Les espions meurent à Beyrouth[2]
- Réalisation : Luciano Martino et Mino Loy (sous le nom de « Martin Donan »)[2],[1]
- Scénario : Ernesto Gastaldi (sous le nom de « Julian Berry »)
- Photographie : Riccardo Pallottini (it) (sous le nom de « Richard Thierry »)
- Montage : Roberto Cinquini (it) (sous le nom de « Bob Quintly »)
- Musique : Carlo Savina
- Décors et costumes : Riccardo Domenici (it) (sous le nom de « Dick Sunday »)
- Trucages : Francesco Freda (sous le nom de « Frank Cold »)
- Sociétés de production : Italnoleggio Cinematografico, Devon Film (Rome), Radius Productions (Paris)
- Pays de production :  Italie -  France
- Langue originale : italien
- Format : Couleurs par Eastmancolor - 2,35:1 - Son mono - 35 mm
- Genre : Espionnage[2]
- Durée : 98 minutes[1]
- Date de sortie :
  - Italie : avril 1965
  - Allemagne de l'Ouest : 17 juin 1965
  - France : 10 décembre 1965[2]

## Distribution
- Richard Harrison : Bob Fleming
- Dominique Boschero : Liz
- Wandisa Guida : Eileen
- Luciano Pigozzi (sous le nom de « Alan Collins ») : Youri
- Aldo Cecconi (sous le nom de « Jim Clay ») : Ivan
- Carla Calò (sous le nom de « Caroll Brown ») : Jane Kauffman
- Francesco Freda (sous le nom de « Franklyn Fred ») : Alì
- Clément Harari : Jeffrey Home
- Jean Ozenne : Le chef de Fleming
- Audrie Fisher : Helga